# Bengt Gustavsson (fotbollsspelare)
Bengt Olof Emanuel "Julle" Gustavsson (folkbokförd Gustafsson), född 13 januari 1928 i Ringarum, död 16 februari 2017 i Norrköping, var en svensk fotbollsspelare som vann VM-silver 1958 och OS-brons 1952 med det svenska landslaget.
Gustavsson blev på nationell nivå svensk mästare med IFK Norrköping säsongen 1951/52 och korades år 1953 till Sveriges bästa fotbollsspelare då han mottog Guldbollen. Han blev år 2021 som medlem nr 75 invald i Svensk fotbolls Hall of Fame. Smeknamnet "Julle" fick han från Julita socken i Södermanland där han tillbringade en tid under sin uppväxt.

## Fotbollskarriär
"Julle" började sin karriär i Gusum och värvades så småningom till IFK Norrköping för att ersätta Gunnar Nordahl som center. Här var han med om att spela hem SM-guldet säsongen 1951/52. 
Gustavsson nådde stora framgångar som centerhalv (mittback). Han vann bland annat OS-brons i Helsingfors 1952, Guldbollen 1953 och deltog i Sveriges finallag i VM 1958. "Julle" hann även med några år som proffs i den italienska klubben Atalanta.
Totalt spelade han 57 landskamper för Sverige och deltog i Europa-laget vid ett tillfälle. Spelarkarriären avslutades i Åtvidaberg 1965 och efter det tränade han klubben fram till 1970. Efter det följde flera tränaruppdrag, bland annat för ungdomslandslaget, Öster, Hammarby och IFK Norrköping. 

### Stor grabb och Hall of Fame
Gustavsson blev år 1952 Stor grabb inom svensk fotboll och år 2021 valdes han i den nittonde selektionen som medlem nr 75 in i Svensk fotbolls Hall of Fame. Där lyder presentationstexten: 

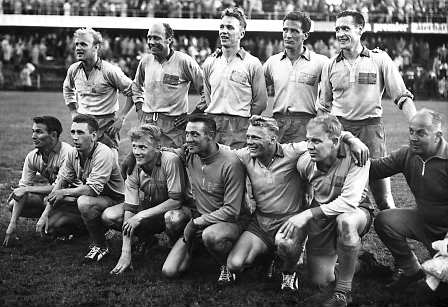
Det svenska silverlaget vid VM i fotboll 1958. "Julle" Gustavsson är stående näst längst till höger. Övriga spelare är – på knä från vänster: Kurt Hamrin, Reino Börjesson, Orvar Bergmark, Kalle Svensson, Sven Axbom och Sigge Parling. Stående från vänster: Lennart "Nacka" Skoglund, Gunnar Gren, Agne Simonsson, Bengt "Julle" Gustavsson och Nils "Nisse" Liedholm.

"Under många år försvarsklippa i Norrköping, landslaget och Italien i en karriär som gav både SM-guld, OS-brons och VM-silver och följdes av 14 raka säsonger som tränare i eliten."